# Аморим, Ни
Нуно Аморим, более известный как Ни Аморим (порт. Ni Amorim, род. 1 марта 1962, Порту) — португальский автогонщик, провёл длительную карьеру в кузовных чемпионатах, включая FIA GT и ДТМ.

## Карьера
- 1980—1982 — картинг.
- 1981—1982 — ралли.
- 1983—1984 — Формула Форд.
- 1985—1986 — Тойота Челлендж.
- 1987 — Туринг.
- 1988 — португальский чемпионат в классе Туринг, 2-е место в классе N.
- 1989 — португальский чемпионат в классе Туринг, 1-е место.
- 1990 — португальский чемпионат в классе Туринг, 1-е место.
- 1991 — португальский чемпионат в классе Туринг, 2-е место.
- 1992 — португальский чемпионат в классе Туринг, 2-е место в классе N.
- 1993 — португальский чемпионат в классе Туринг, 1-е место.
- 1994 — португальский чемпионат в классе Туринг, 2-е место.
- 1995 — ДТМ, 21-е место; мировой чемпионат в классе Туринг.
- 1996 — испанский чемпионат в классе Туринг.
- 1997 — FIA GT, 6-е место в классе GT2.
- 1998 — FIA GT, 7-е место в классе GT2.
- 1999 — FIA GT, 7-е место.
- 2000 — FIA GT, 12-е место.
- 2001 — FIA GT, 1 гонка, 24-е место в классе GTS.
- 2002 — FIA GT, 2 гонки, 27-е место.
- 2003 — FIA GT, 34-е место.
- 2004 — британский GT, испанский GT.
- 2005 — LeMans Endurance Series, 12-е место в классе LMP2.
- 2006 — испанский GT, 2-е место.
- 2007 — испанский GT.